# Улица Александра Биезиня
Улица Александра Биезиня (латыш. Aleksandra Bieziņa iela) — улица в Земгальском предместье города Риги, в микрорайоне Золитуде. Протяжённость улицы — 479 метров.
Улица образовалась при застройке 2-го микрорайона жилого района Золитуде. Название утверждено в 1986 году, в честь детского хирурга Александра Биезиньша (1897—1975).
Улица Александра Биезиня примыкает к месту, где 21 ноября 2013 года обрушился торговый центр «Maxima».